# I to će proći
I to će proći (en serbi И то ће проћи "I això passarà" o Oslobađanje Isidora K. (Ослобађање Исидора К. en serbi "L'estrena d'Isidor K") és una pel·lícula iugoslava de 1985. dirigida per Nenad Dizdarević, basat en la història d'Ivo Andrić, Zeko. El guió va ser adaptat per Abdullah Sidran.

## Trama
La vida laboral d'Isidor Katanić, conegut com Zeko, s'ha completat: estava dedicada exclusivament d'escriptura cal·ligràfica de cartes, diplomes i altres documents. A casa, la situació no és gens reconfortant: una dona grollera que té la paraula principal i decisiva fins i tot amb el seu fill Govatovan. D'aquí els passejos resignats de Zeka pels carrers i els voltants de Belgrad. Però per Zeko i els altres, s'acosta un nou temps. Les tropes alemanyes van envair Polònia, poc després Belgrad va ser bombardejada, i en pocs dies, gairebé sense resistència, Iugoslàvia és ocupada pels nazis.

## Repartiment
- Fabijan Šovagović - Isidor Katanić „Zeko“
- |Olivera Marković - Margita Katanić
- Bata Živojinović - Kapetan Mika
- Branko Vidaković - Siniša
- Bogdan Diklić - Mihajlo „Mišel“
- Milan Puzić - Pašenog Janko
- Nada Kasapić - Marija
- Dušan Janićijević - Milan
- Branko Cvejić - Janko Đorđević „Karlo“
- Žika Milenković - Gazda Stanko
- Božidar Pavićević Longa - Agent policije
- Senad Bašić - Filip